# Théorie des trois couches
La théorie des trois couches est un cadre d'analyse de la structure interne stratifiée d'un réseau technique, qui peut être électrique, informatique, de voirie, d'assainissement, etc.
Les trois couches sont :
- en amont, les infrastructures du réseau (le réseau support) ;
- au centre, les services de contrôle, dont la fonction est d'optimiser l'utilisation de l'infrastructure (réseau commande) ;
- en aval, les services finaux d'utilisation, tournés vers la clientèle (réseau service).

Analogie avec l'informatique :
- le matériel (hardware) ;
- le système d'exploitation ;
- les logiciels d'application.

Cette théorie intervient en économie dans la gestion des monopoles naturels, où les mécanismes de la concurrence économique ne peuvent pas s'appliquer.